# La Chapelle-aux-Brocs
La Chapelle-aux-Brocs är en kommun i departementet Corrèze i regionen Nouvelle-Aquitaine i de centrala delarna av Frankrike. Kommunen ligger  i kantonen Malemort-sur-Corrèze som tillhör arrondissementet Brive-la-Gaillarde. År 2022 hade La Chapelle-aux-Brocs 460 invånare.

## Befolkningsutveckling
Antalet invånare i kommunen La Chapelle-aux-Brocs
Referens:INSEE